# Mark Blum
Mark Blum (Newark, 14 de mayo de 1950-Nueva York, 25 de marzo de 2020) fue un actor de teatro estadounidense galardonado con el Premio Obie que también apareció ampliamente en películas y televisión.

## Nacimiento y estudios
Blum nació en Newark, Nueva Jersey, en el seno de una familia judía. Se graduó en Columbia High School, en Maplewood, Nueva Jersey, en 1968, y fue incluido en el salón de la fama de la escuela en 2012. Luego se graduó de la Universidad de Pensilvania.

## Carrera
Blum comenzó a actuar en el escenario en la década de 1970. En la década de 1980, actuó en las películas Lovesick (1983), Desperately Seeking Susan (1985), Just Between Friends (1986), Crocodile Dundee (1986), Blind Date (1987) y The Presidio (1988). Más tarde apareció en Coin Heist (2017).[cita requerida]
En televisión, coprotagonizó Sweet Surrender en 1987. También apareció en los siguientes programas; Capital News, en 1990, Frasier, en 1997, y NYPD Blue, en 1999. De 2014 a 2018, apareció en Mozart in the Jungle.
Ganó un Premio Obie por su actuación como Al en la producción de Playwrights Horizons de la obra Gus and Al, de Albert Innaurato, durante la temporada 1988-1989. En Broadway, apareció en Lost in Yonkers, de Neil Simon; en The Best Man, de Gore Vidal, y en The Assembled Parties, de Richard Greenberg. En 2013, apareció como Max en la producción The Model Apartment, de Primary Stages. Blum estaba en la facultad de HB Studio, en la ciudad de Nueva York.
En 2018, Blum fue elegido para un papel recurrente como Ivan Mooney en la serie de suspenso de Lifetime, You. Actuaba regularmente en Playwrights Horizons, un teatro fuera de Broadway en la ciudad de Nueva York. Blum apareció con frecuencia en Broadway, incluso en el renacimiento de Twelve Angry Men. Sus últimos créditos en Broadway incluyen The Assembly Parties; The Best Man, de Gore Vidal, dos veces, y Lost in Yonkers de Neil Simon. 
Blum estuvo activo en el Screen Actors Guild, habiendo servido en las juntas nacionales y de Nueva York.

## Vida personal y muerte
Blum se casó con la actriz Janet Zarish, quien apareció en televisión como Natalie Bannon en As the World Turns y como Lee Halpern en One Life to Live.
Blum murió en el NewYork – Presbyterian Hospital el 25 de marzo de 2020, por complicaciones de COVID-19 a la edad de 69 años.

## Filmografía

### Película
| Año  | Título                           | Papel                 | Notas | Ref.   |
| ---- | -------------------------------- | --------------------- | ----- | ------ |
| 1983 | Lovesick                         | Intern Murphy         |       |        |
| 1985 | Desperately Seeking Susan        | Gary Glass            |       | [ 14 ] |
| 1986 | Just Between Friends             | George Margolin       |       |        |
| 1986 | Cocodrilo Dundee                 | Richard Mason         |       | [ 15 ] |
| 1987 | Blind Date                       | Denny Gordon          |       | [ 16 ] |
| 1988 | The Presidio                     | Arthur Peale          |       | [ 17 ] |
| 1989 | Worth Winning                    | Ned Broudy            |       | [ 18 ] |
| 1993 | Emma and Elvis                   | Ben Winchek           |       | [ 19 ] |
| 1995 | Miami Rhapsody                   | Peter                 |       |        |
| 1995 | The Low Life                     | Matthew Greenbert     |       | [ 20 ] |
| 1995 | Denise Calls Up                  | Dr. Brennan, Obstetra |       |        |
| 1995 | Enjuiciamiento: El Caso McMartin | Wayne Satz            |       |        |
| 1996 | Sudden Manhattan                 | Louis                 |       |        |
| 1997 | Stag                             | Ben Marcas            |       | [ 21 ] |
| 1998 | You Can Thank Me Later           | Edward Cooperberg     |       | [ 22 ] |
| 2000 | Down to You                      | El Entrevistador      |       |        |
| 2003 | Shattered Glass                  | Lewis Estridge        |       | [ 23 ] |
| 2007 | The Warrior Class                | Hal Richardson        |       |        |
| 2010 | Step Up 3D                       | Profesor NYU          |       |        |
| 2011 | The Green                        | Stuart                |       |        |
| 2011 | I Don't Know How She Does It     | Lew Reddy             |       | [ 24 ] |
| 2013 | Blumenthal                       | Saul                  |       | [ 25 ] |
| 2015 | How He Fell in Love              | Henry                 |       | [ 26 ] |
| 2016 | No Pay, Nudity                   | Leon                  |       | [ 27 ] |
| 2017 | Coin Heist                       | Señor Smerconish      |       |        |
| 2019 | Love Is Blind                    | Dr. Klienart          |       |        |